# Дахьон
Кім Да-хьон (кор. 김다현), відома як Дахьон — південнокорейська співачка та учасниця популярного гурту TWICE. Вона народилася 28 травня 1998 року в місті Сонгнам, провінція Кьонгі, Південна Корея.
Дахьон здобула популярність завдяки своєму енергійному стилю, харизмі та унікальному реп-стилю в піснях TWICE. Її участь у реаліті-шоу «Sixteen» 2015 року стала визначальним моментом у її кар'єрі, де вона продемонструвала свої вокальні та танцювальні здібності, що призвело до її включення до складу гурту.Після дебюту TWICE у 2015 році, Дахьон стала відомою завдяки своїм унікальним та енергійним виступам. Її реп-версії у піснях групи додавали особливий смак, часто стаючи улюбленими моментами шанувальників у їх дискографії. Покрім свого музичного внеску, Дахьон відома також за свою теплу та веселу особистість. Вона часто демонструє свою ігристість під час виступів у розважальних шоу та стала відомою завдяки своїй епічній «танцю орла», руху, який підкорив серця шанувальників по всьому світу.

## Кар'єра та досягнення
TWICE: Гурт здобув величезну популярність як у Південній Кореї, так і за її межами, випустивши численні хіти та отримавши численні нагороди.
Амбасадор Michael Kors: У липні 2023 року Дахьон була призначена глобальним амбасадором американського бренду Michael Kors. Вона відвідала покази останніх колекцій бренду під час Тижня моди в Нью-Йорку, що сприяло збільшенню залученості бренду в Азії. 
Marie Claire
+1
Marie Claire
+1

## Акторська діяльність
У травні 2024 року повідомлялося, що Дахьон веде переговори щодо участі у корейській адаптації тайванського фільму «You Are the Eye of My Eye», де вона може виконати роль Шен Чя І.